# Genianthus crassifolius
Genianthus crassifolius är en oleanderväxtart som först beskrevs av Robert Wight, och fick sitt nu gällande namn av Joseph Dalton Hooker. Genianthus crassifolius ingår i släktet Genianthus och familjen oleanderväxter. Inga underarter finns listade i Catalogue of Life.